# Kovács Marianna
Kovács Marianna (Sajószentpéter, 1960. január 20. –) Aase-díjas magyar bábszínész, tanár, színészpedagógus.

## Életpályája
1981-től az Állami Bábszínház, majd jogutódja, a Budapest Bábszínház művésze.
Elvégezte az Állami Bábszínház Felsőfokú Bábszínészképzőjét (1981), majd Bábszínész Továbbképző Stúdióját (1983). Később tanári diplomát szerzett, teológiai tanulmányokat folytatott, elvégezte a Hittudományi Főiskolát (Vác, 1999-2003). Tanulmányai, majd a Certified Pilates Trainer (2011) képesítése- a test és a lélek egyensúlya, a jó erőnlét, a kitartás, az összpontosítás, a "jelen légy itt és most" elve – is segítette hivatásában. 
Színészi munkája mellett 1997-től tanít művészeti szakmai tárgyakat és drámapedagógiát. Mesterkurzusokat is vezet vidéki bábszínházakban. 
Oktatói tevékenységének állomásai: Színház- és Filmművészeti Egyetem bábszínész tanszak, Budapest Bábszínház Bábszínészképző Tanfolyamai, Budapest Bábszínház Bábkészítő Tanfolyama, Harlekin Bábszínház – Eszterházy Károly Főiskola Művészeti Oktatási Intézménye, a Zsámbéki Keresztelő Szent János Általános Iskola és Gimnázium Művészeti Intézménye. 
Sokoldalú művész, naiva és hősnő mellett a "boszorkány" szerepkörben és karakterszerepekben is játszik. Európán kívül Ausztrália, Kína, Hongkong, Tajvan, Indonézia is színhelye volt vendégszerepléseinek.
Férje (1981) Farkas János tanár, szakoktató, iskolavezető. Egyetlen gyermekük Dávid (1983), aki a Pannon Egyetem Gazdaságtudományi Karán végezte tanulmányait.

## Főszerepei

### Állami Bábszínház (1992-ig)
- Grimm fivérek – Ignácz Rózsa: Csipkerózsika – Csipkerózsika, Mindigjó tündér
- Szőllősy András – Hegedüs Géza – Kardos G. György: Fehérlófia – Aranyhajú lány
- Decsényi János – Tóth Eszter: Csizmás kandúr – Csizmás kandúr
- Gozzi, Carlo – Heltai Jenő: A szarvaskirály –  Angela
- Orbán György – Hegedüs Géza – Tarbay Ede: A csodaszarvas népe – Csilla
- Lewitt Him – Urbán Gyula: Hupikék Péter – Hupikék Péter
- Lázár Ervin: Varjúdombi meleghozók – Esernyős tündér
- Maros Rudolf – Tersánszky Józsi Jenő – Kardos G. György: Misi mókus vándorúton – Misi mókus
- Darvas Ferenc – Rudyard Kipling – Balogh Géza: A dzsungel könyve – Maugli

### Budapest Bábszínház
- Maros Rudolf –Tersánszky Józsi Jenő –- Kardos G. György: Misi mókus vándorúton – Misi mókus
- Balogh Géza: Meseláda (kamaradarab két színésznőre) – Egyik színésznő (Másik színésznő: Román Kati)
- Balogh Géza: Kuckómesék /kamaradarab két színészre/ – Színésznő (színész: Beratin Gábor) – 1996.UNIMA kongresszus / festival
- Pethő Zsolt – Békés Pál: A kétbalkezes varázsló – Éliás Tóbiás
- Pethő Zsolt – Fehér Klára: Kaland a tigrisbolygón – András
- Vass Lajos – Arany János – Gáli József: Rózsa és Ibolya – Ibolya tündérkirályleány
- Gulyás László – Urbán Gyula: Minden egér szereti a sajtot – Fruzsina
- Bartók Béla – Balázs Béla: A fából faragott királyfi – Tündér
- Sebő Ferenc – Jean Bodel: Szent Miklós csodája – Angyal, Korcsmárosné
- Prokofjev, Szergej Szergejevics -Tótfalusi István: Hamupipőke – Hamupipőke
- Sáry László – Szilágyi Andor: Kelekótya Jonathán – Ánizska
- Dahl, Roald – Forgách András – Schelter Judit: Szofi és Habó – Szofi
- Carlo Collodi – Litvai Nelly:Pinokkió /3 szereplős, kamaradarab/ – Pinokkió, Kékhajú tündér, Pillangó
- Csajkovszkij, Pjotr Iljics – Hoffmann, Ernst Theodor Amadeus – Szilágyi Dezső: Diótörő – Frici
- J. Offenbach: Kékszakáll – Fleurette
- Carlo Collodi – Litvai Nelly: Pinokkió /nagyszínpadi változat/ – Pinokkió, Kékhajú tündér
- Madách Imre – Szilágyi Dezső (bábszínp. átd.): Az ember tragédiája – Éva
- Nyikolaj Akszakov – Beratin Gábor: A bíborszínű virág – Százszorszép
- Balogh Géza: Jómadarak (Andersen mesék)/kamaradarab két színésznőre/ – egyik színésznő
- Petőfi Sándor János vitéz– Iluska, Francia királylány
- Bálint Ágnes: Mi újság a Futrinka utcában? – Cicamica
- Babits Mihály – Forgách András: Barackvirág – Tündér
- Bartók Béla – Balázs Béla: A fából faragott királyfi – Királylány
- Petőfi Sándor: János vitéz – Mostoha
- Wolfgang Amadeus Mozart:A varázsfuvola – Papageno, marionett-játékos
- Szabó Borbála – Varró Dániel: Líra és Epika – Szinesztézia királyné
- Szemenyei Szabolcs – Grimm testvérek – Lackfi János: Csipkerózsa – Tüsketündér
- Teszárek Csaba – Grimm fivérek – Veres András – Gimesi Dóra: A brémai muzsikusok – Macska
- Lázár Zsigmond – Gimesi Dóra: Rózsa és Ibolya – Mostoha
- Lázár Ervin: A legkisebb boszorkány – Anya-Banya
- Grimm fivérek: Holle anyó – Holle anyó

## Rendezései
- Lázár Magda – Darvas Kristóf: Mese a sóról
- Lázár Magda – Darvas Kristóf : Piroska és a farkas
- Lázár Magda – Darvas Kristóf : Holle anyó
- Balogh Géza: Királymesék

## Bábfilmjei
- Dörmögőék kalandjai, Dörmögőék legújabb kalandjai / sorozat – Bori
- Dús király madara – Királylány
- Kormos István – Balogh Géza: A zsiráfnyakú cica – Cica
- Fodor Sándor – Zahora Mária -Hidas Frigyes: Csipike, az óriás törpe – Madár
- Rossini: A gyönyör kisvasútja (MTV, 15 perc, 1992, rendezte:Balogh Géza) – bábművész
- Békés József: A csodakút (MTV, 57 perc, 1990) – Százszorszép
- Hiszi a piszi (MTV, 50 perc, 1986, rendezte:Deák István)

## Hangfelvételei
- Királymesék – CD gyermekeknek
- A zsoltárok könyve
- Dániel próféta könyve
- Eszter könyve
- Rúth könyve
- Énekek éneke (A Magyarországi Református Egyház Kálvin János Kiadója) CD és kazetta

## Díjai, elismerései
- Aase-díj (2014)
- Magyar Ezüst Érdemkereszt polgári tagozat (2013)
- Havas-B. Kiss-díj (1997, 2012)
- Állami Ifjúsági Díj
- Kazinczy-érem (1978)
- A Magyar Televízió Nívódíja